# Yuichi Mizutani
Yuichi Mizutani (født 26. maj 1980) er en tidligere japansk fodboldspiller.
Han har spillet for flere forskellige klubber i sin karriere, herunder Avispa Fukuoka og Kyoto Sanga FC.